# Pacatuba, Sergipe
Pacatuba este un oraș în statul Sergipe (SE) din Brazilia. Are o rezervație care ocupă 5.547 de hectare.